# Rue Brancion
Pour les articles homonymes, voir Brancion.
La rue Brancion est une voie du 15e arrondissement de Paris, en France.

## Situation et accès
La rue Brancion est une voie publique située dans le 15e arrondissement de Paris. Elle débute au 6, place d'Alleray et se termine au 167, boulevard Lefebvre.

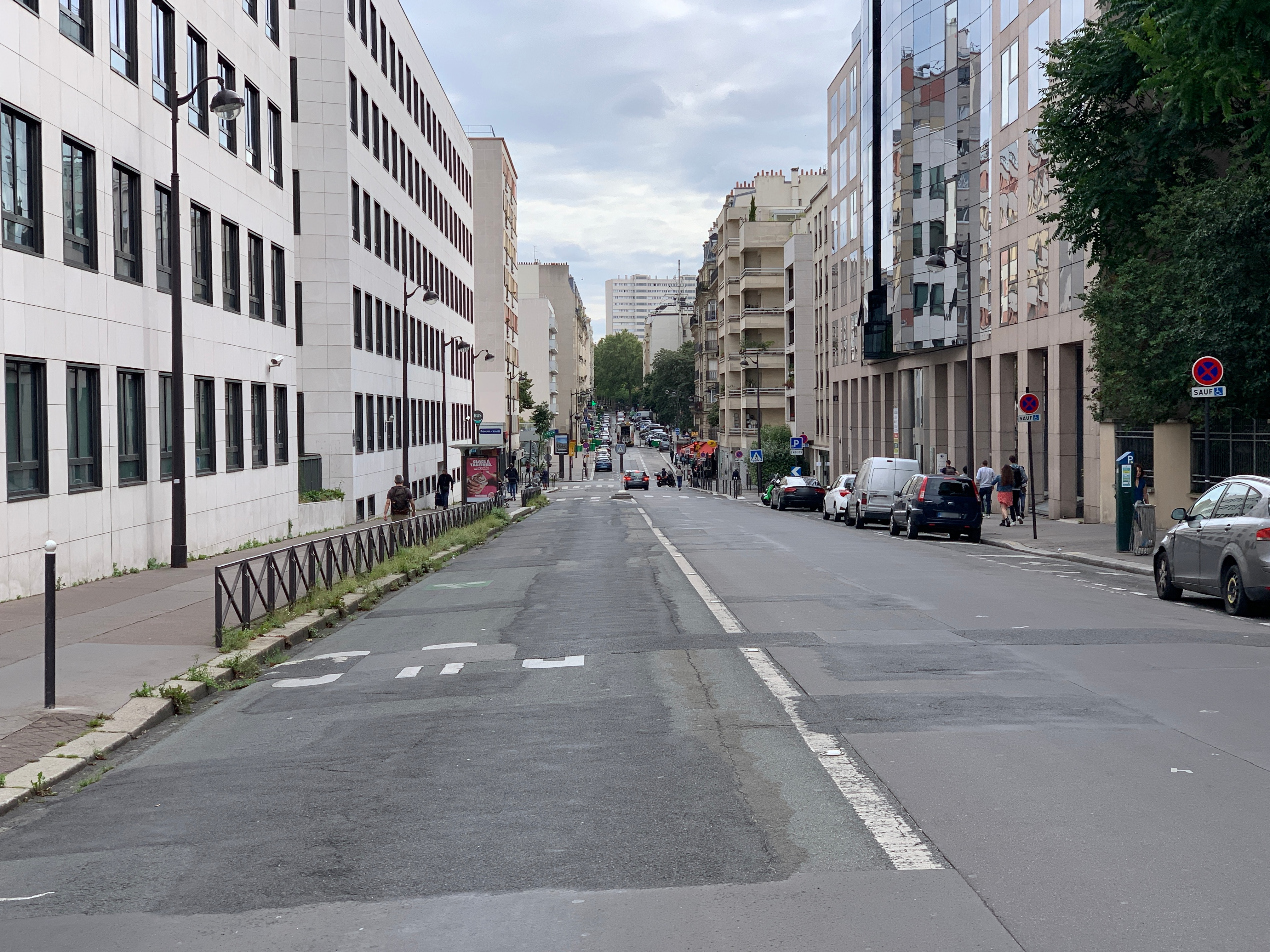
La rue en 2021.
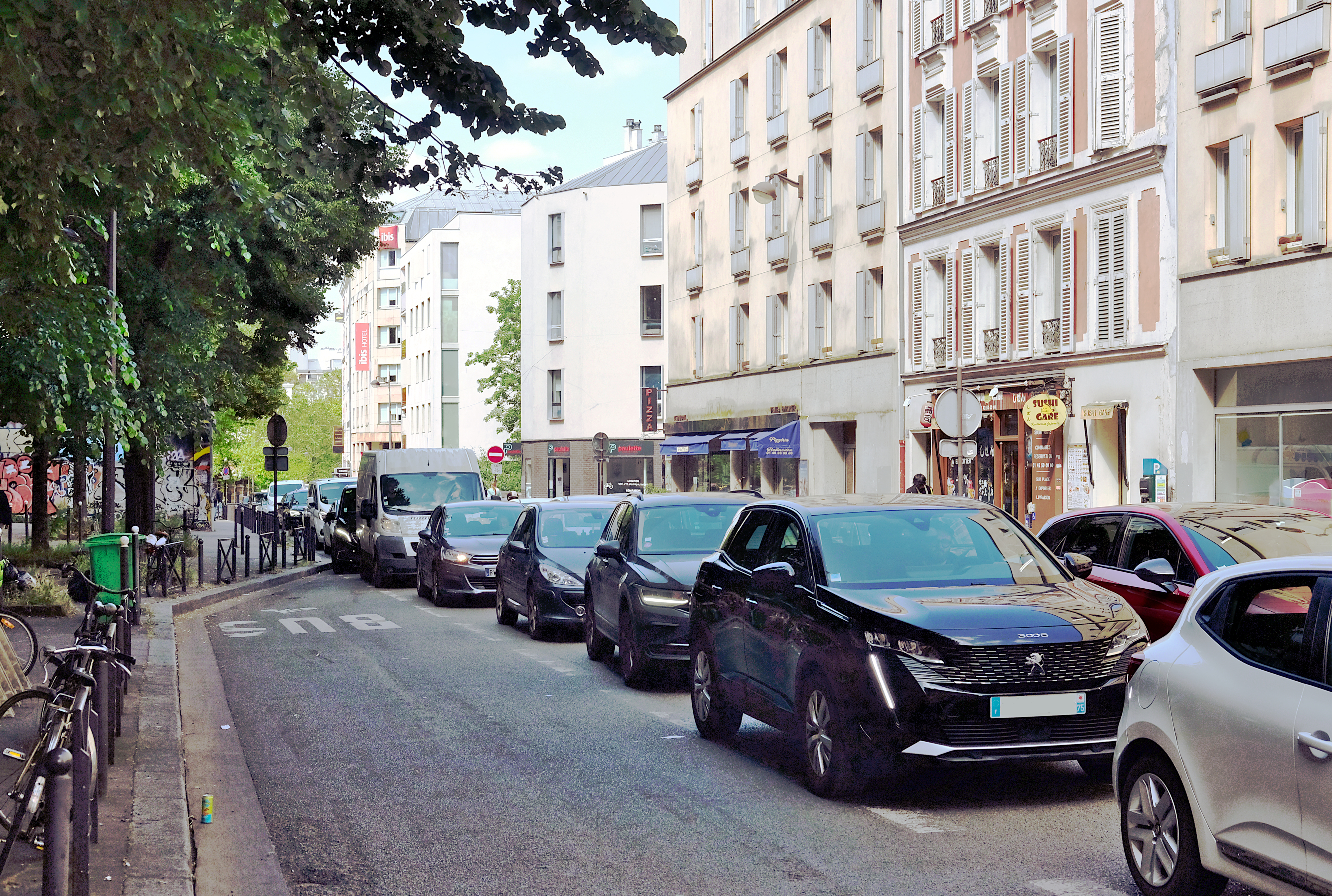
La rue vue depuis le boulevard Lefebvre en 2024.

À noter qu'elle délimite à l'est le parc Georges-Brassens et passe au-dessus de la voie désaffectée de la ligne de Petite Ceinture.

Ligne de Petite Ceinture vue depuis la rue Brancion
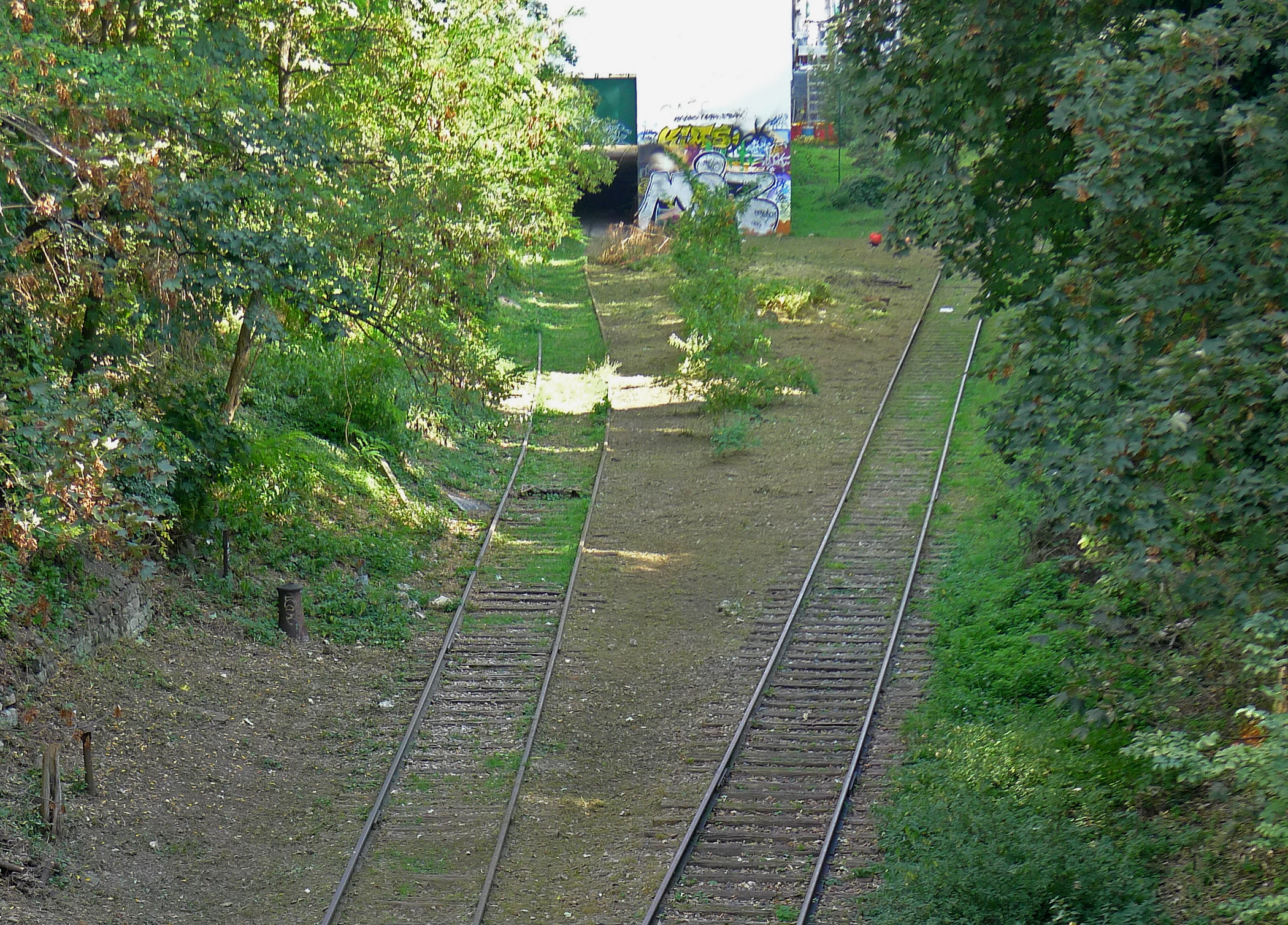
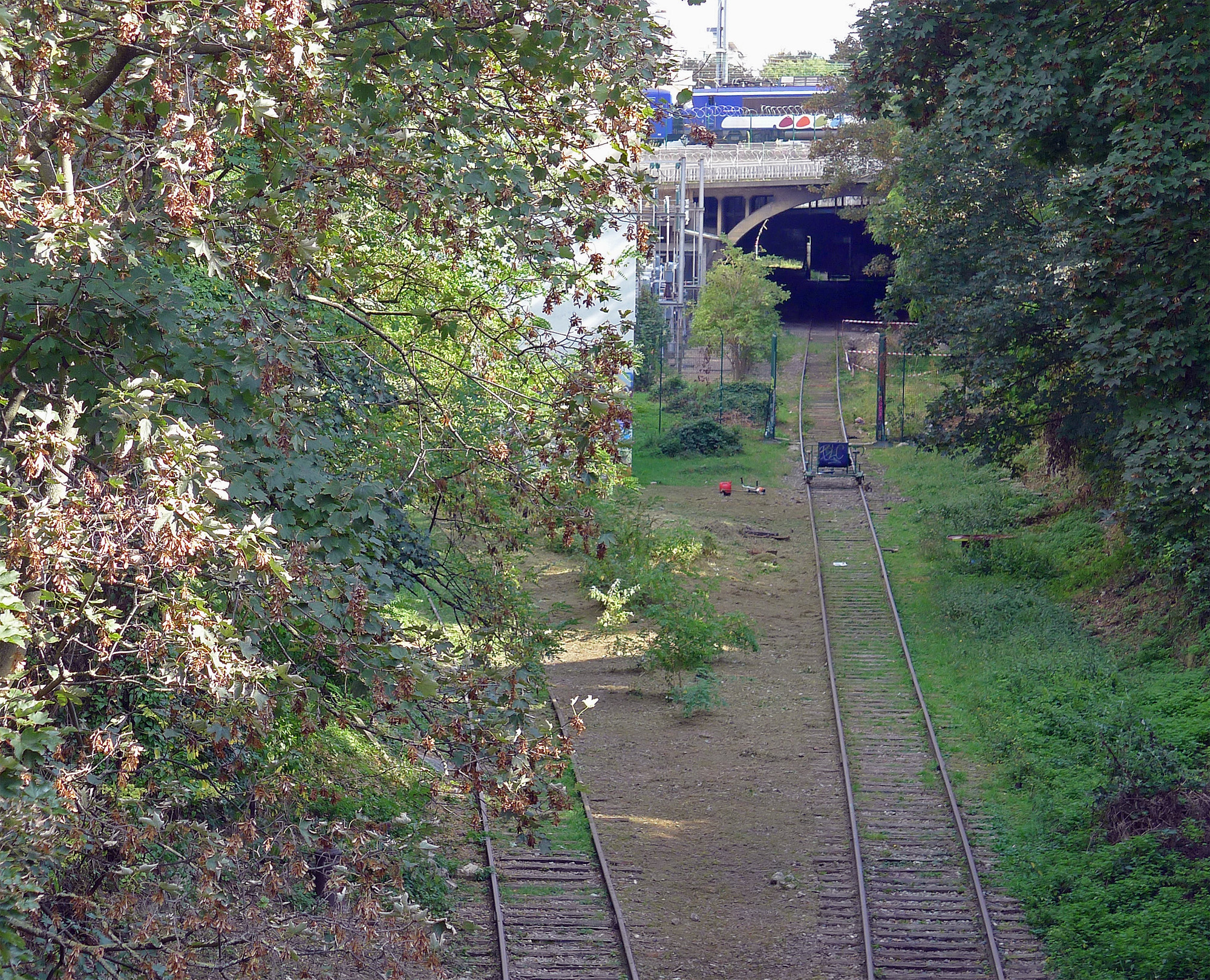

## Origine du nom
Elle porte le nom du colonel du 50e régiment d'infanterie, Adolphe-Ernest Raguet de Brancion (né en 1803), tué à l'attaque du bastion de Malakoff en 1855 durant le siège de Sébastopol.

## Historique
Anciennement « rue du Pont de Turbigo » pour sa partie sud, de la rue des Morillons au boulevard Lefebvre, elle porte depuis 1864 le nom de « rue de Brancion ».
Son prolongement est achevé entre la rue des Morillons et la rue de Vouillé en 1901, et entre la rue de Vouillé et la rue d'Alleray en 1906.

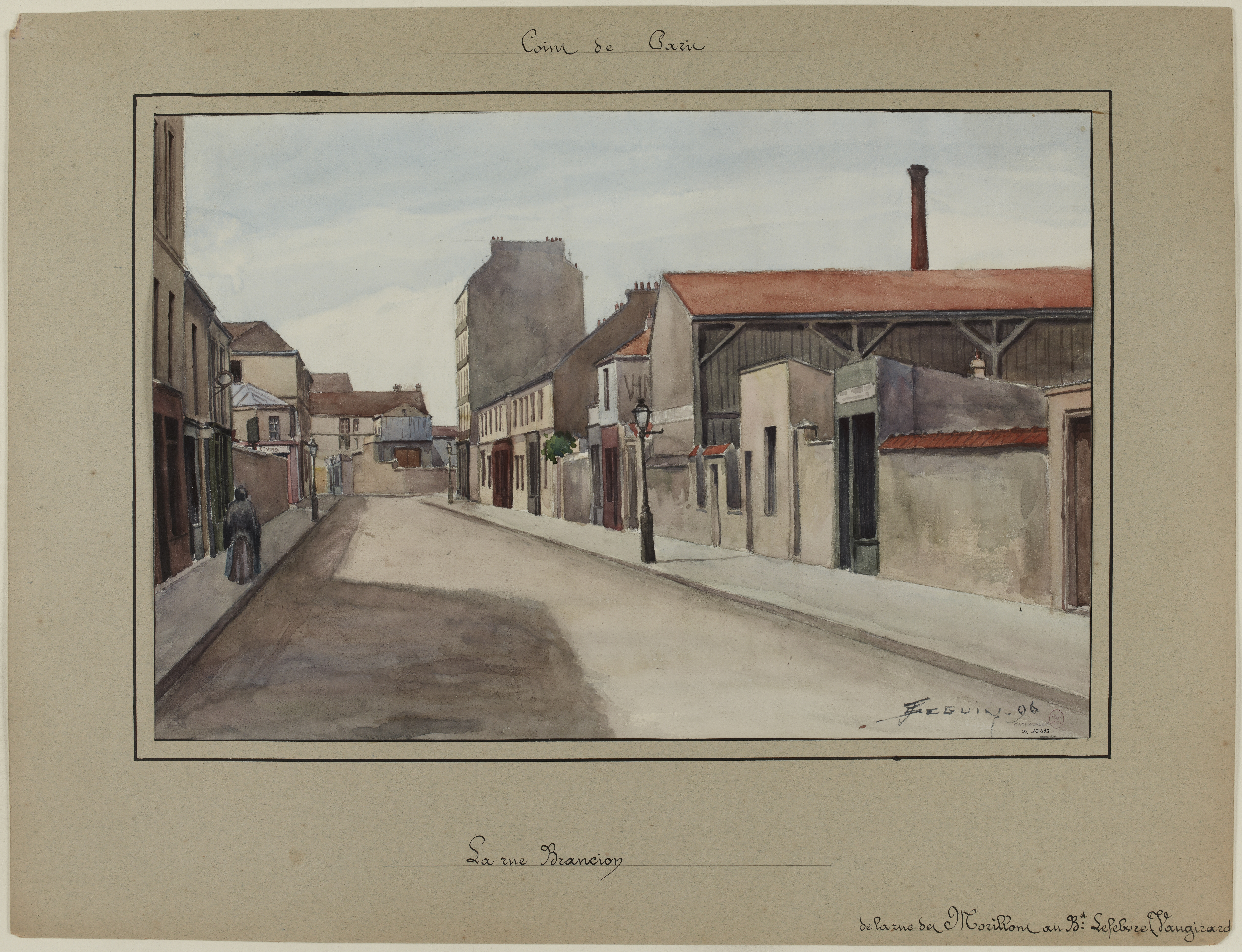
La rue Brancion en 1896.
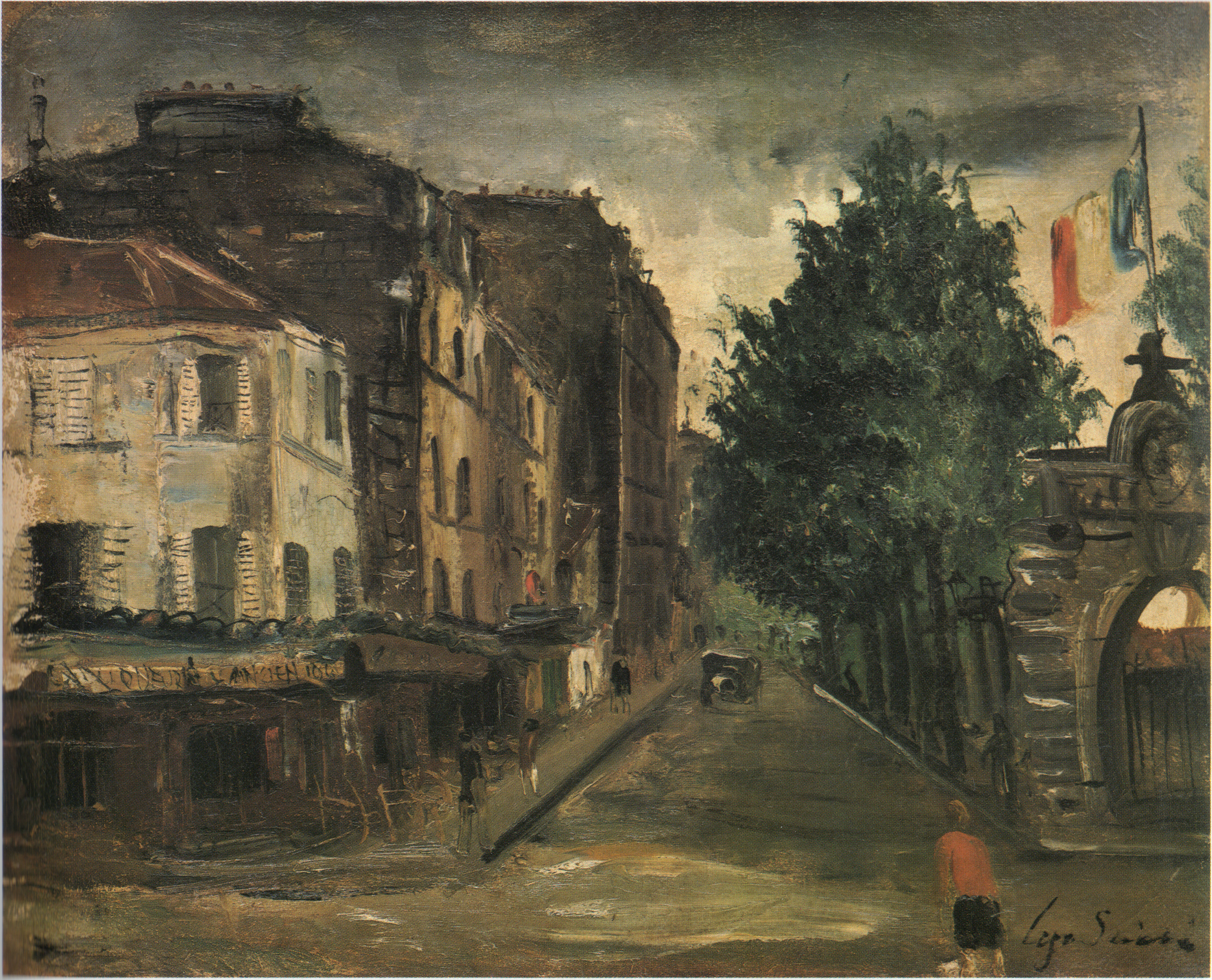
La rue Brancion en 1925.

## Bâtiments remarquables et lieux de mémoire
- No 10 : siège de la présidence de France Télécom puis, entre 2001 et 2006, de la direction de la Population et des Migrations[2].
- No 104 : entrée de l'ancienne halle aux chevaux des abattoirs de Vaugirard, devenue le parc Georges-Brassens. Tous les samedis et dimanches depuis 1987 s'y tient une cinquantaine de libraires du marché du livre ancien et d'occasion.

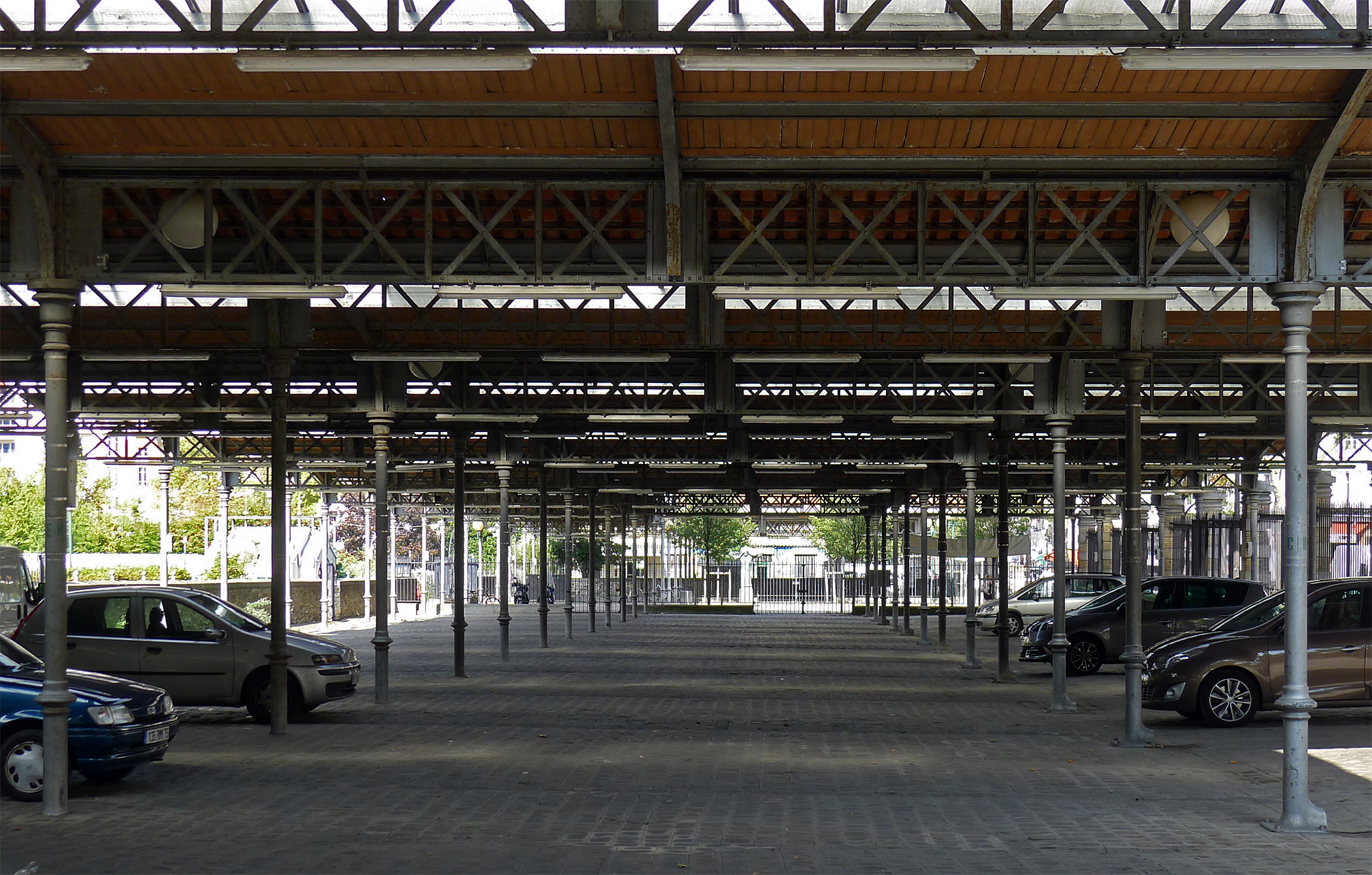
Halles à chevaux des anciens abattoirs de Vaugirard où se tient le marché du livre ancien et d'occasion.
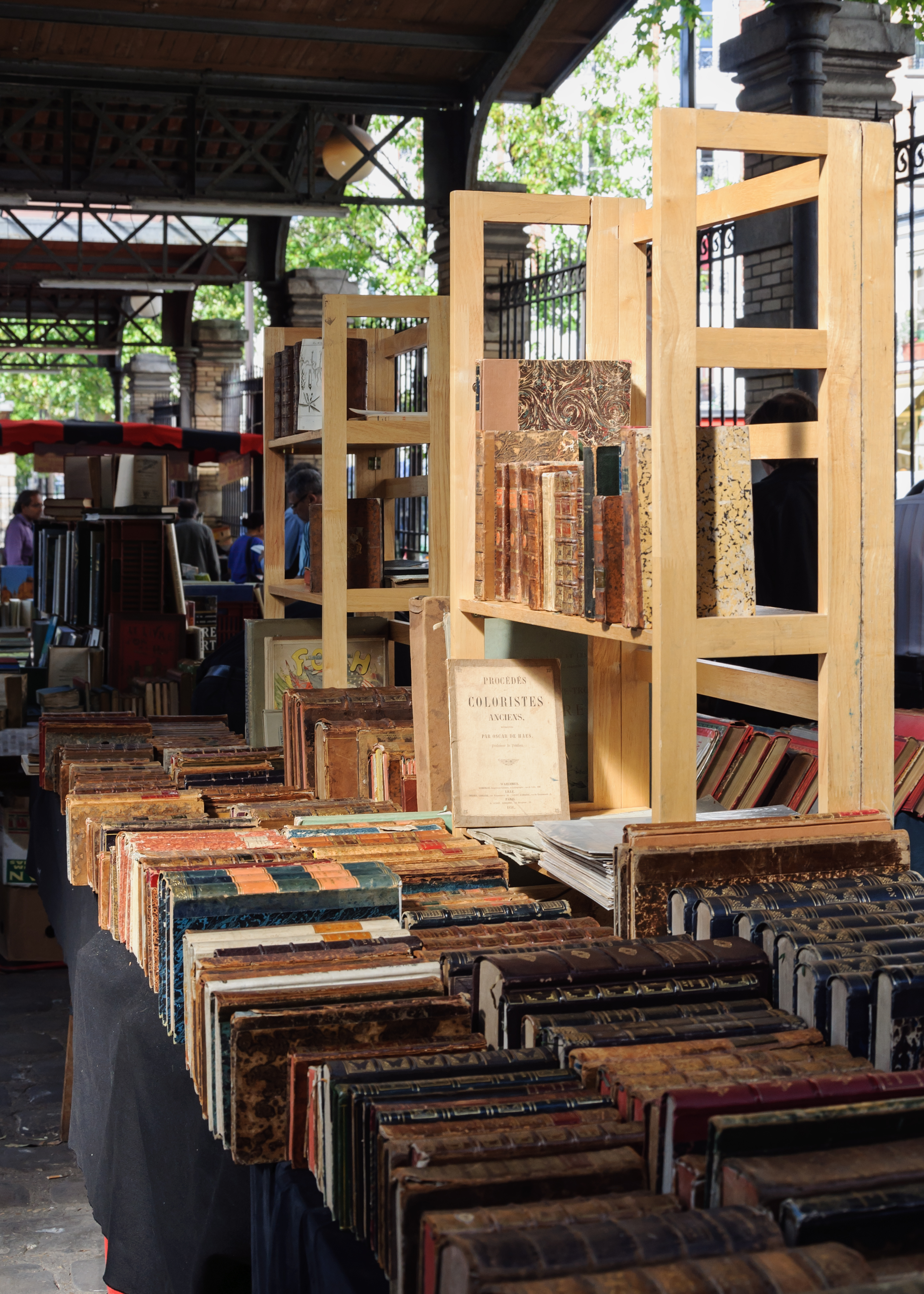
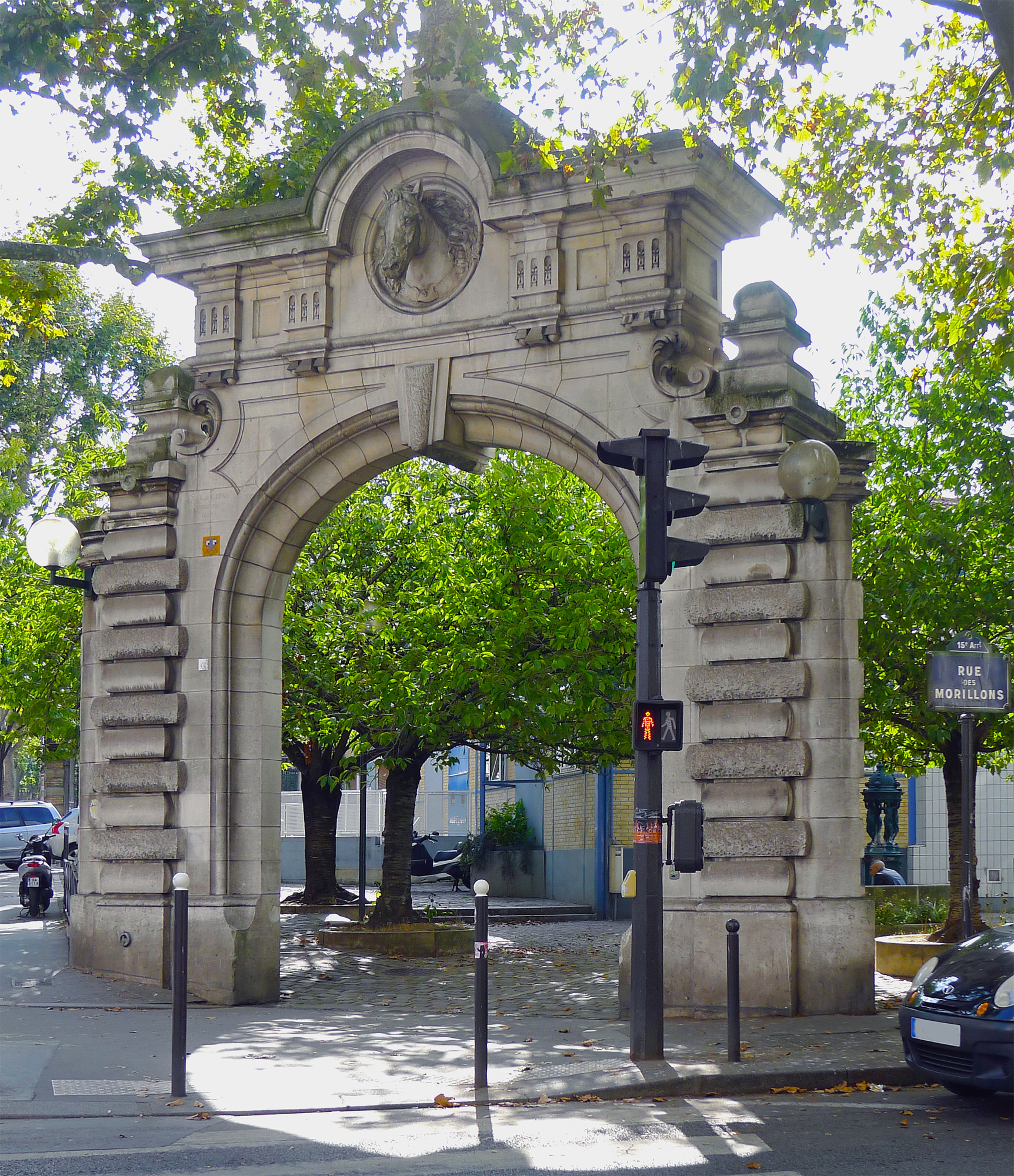
Entrée des anciens abattoirs de Vaugirard, à l'angle des rues des Morillons et Brancion.

- Devant cette entrée se trouvent un buste à la mémoire du propagateur de l'hippophagie, Émile Decroix et, adossé à un bâtiment, celui de François Barbaud.

Statues
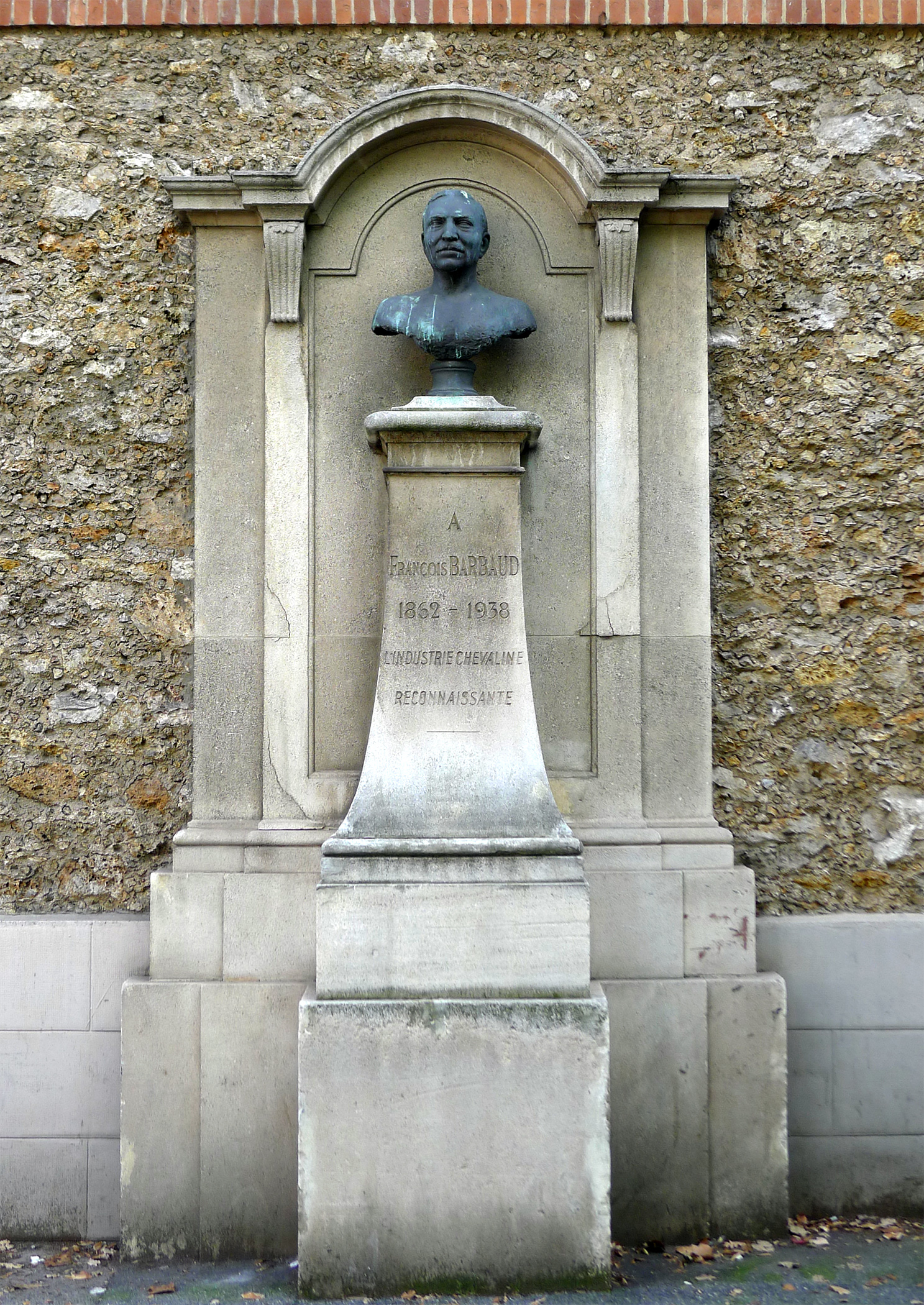
François Barbaud.
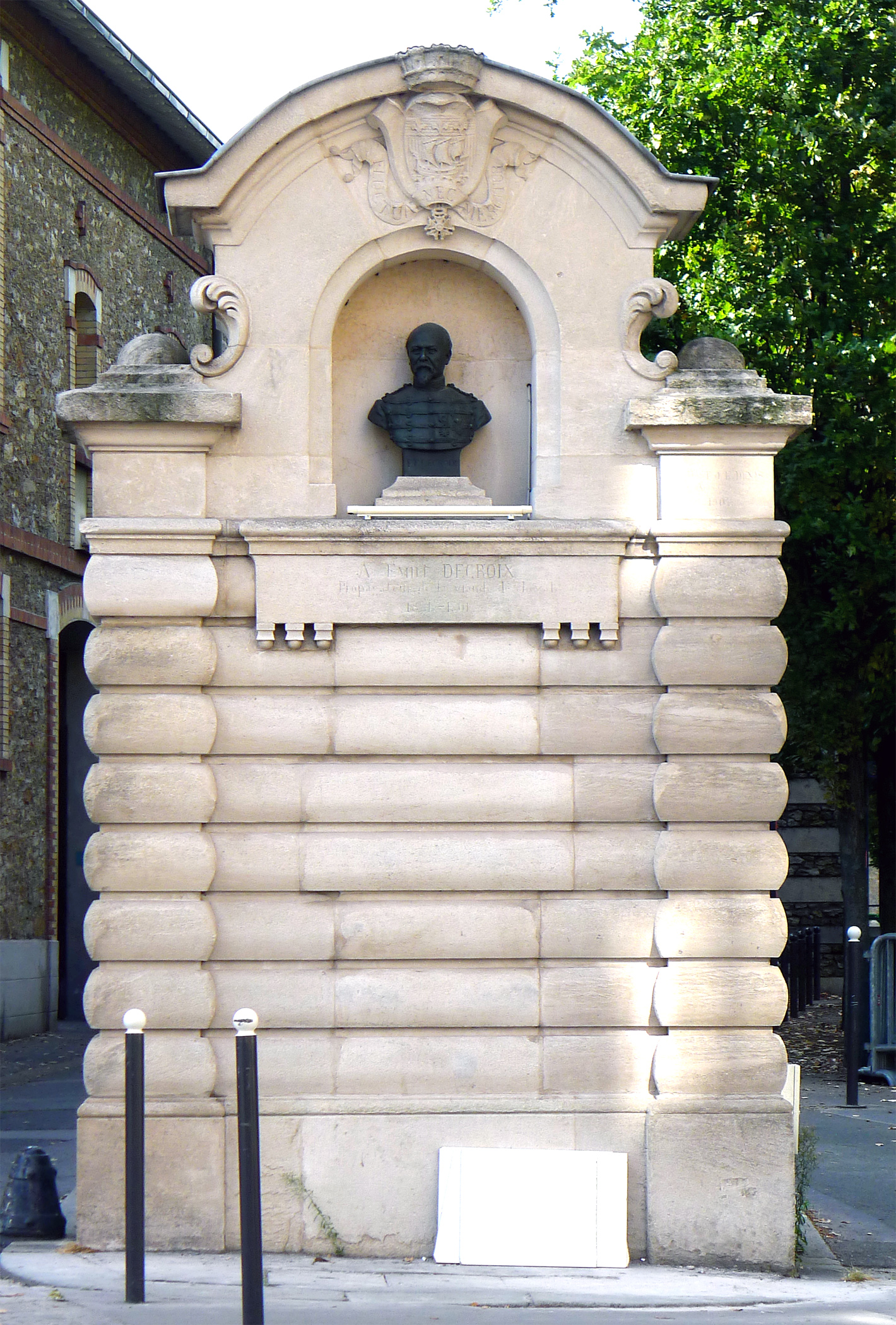
Émile Decroix.

- Par la même entrée, mais plus à l'intérieur des anciens abattoirs, on accède au théâtre Monfort.

Théâtre Le Monfort
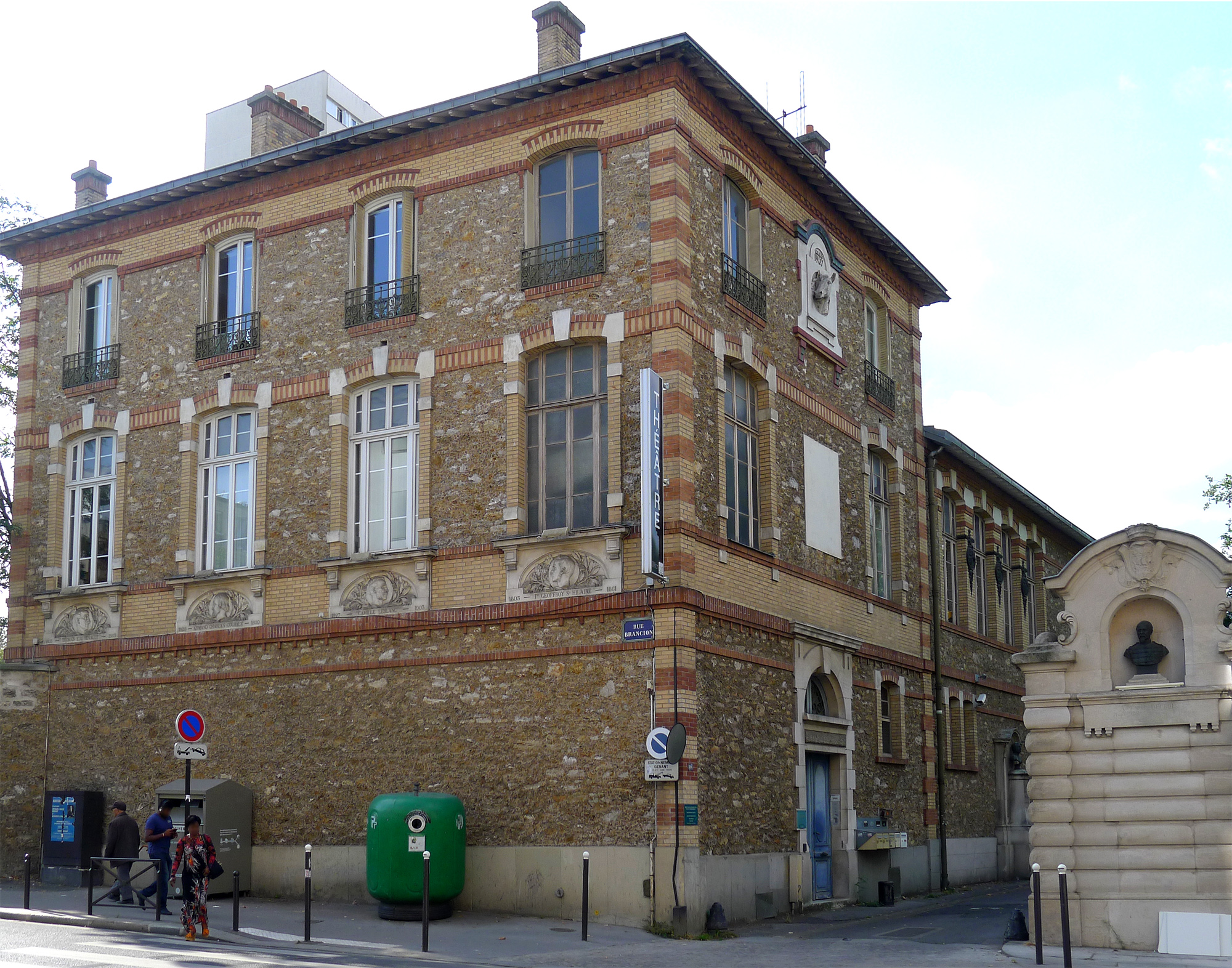
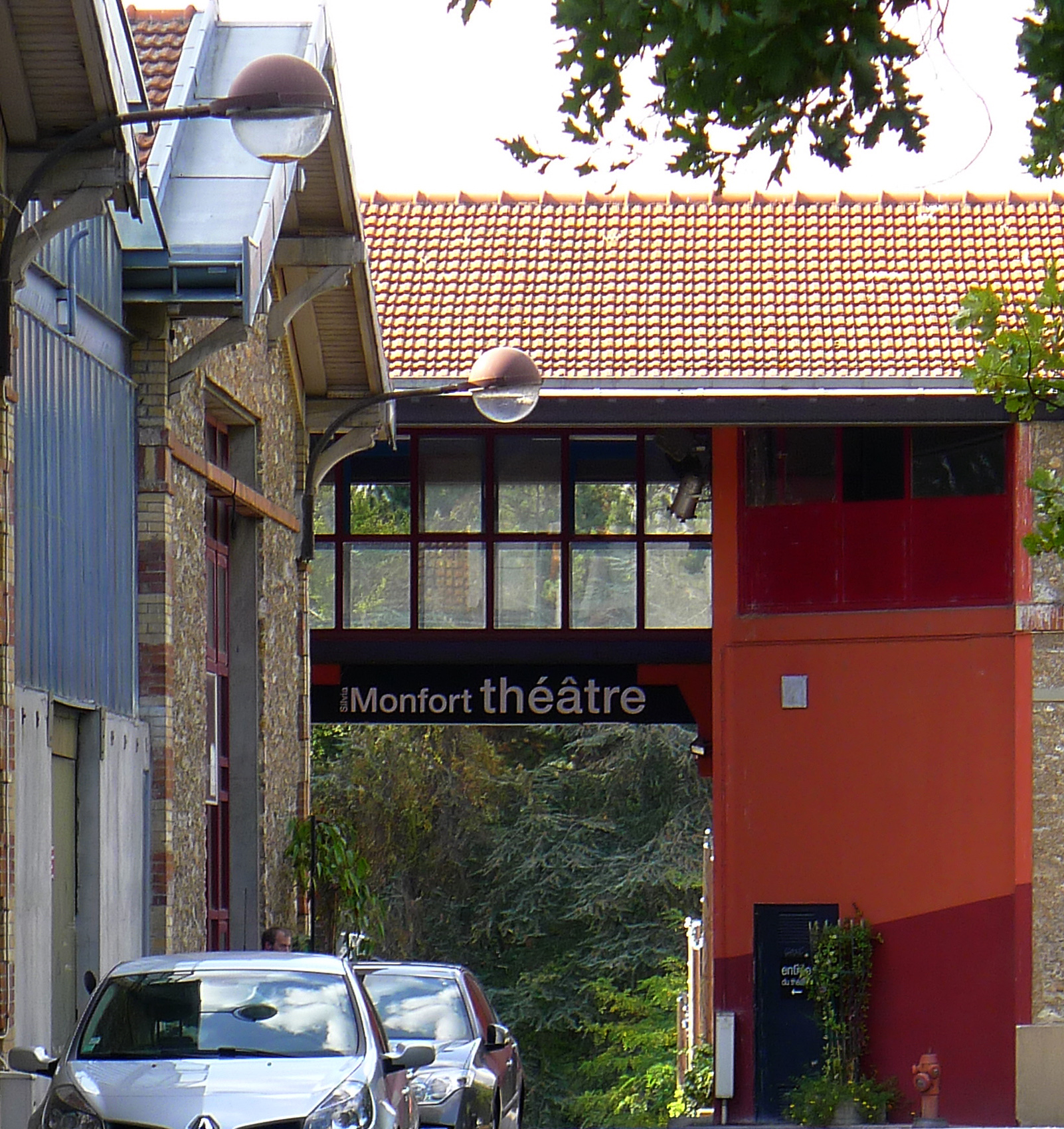

- No 108 : immeuble isolé avec un mur décoré.

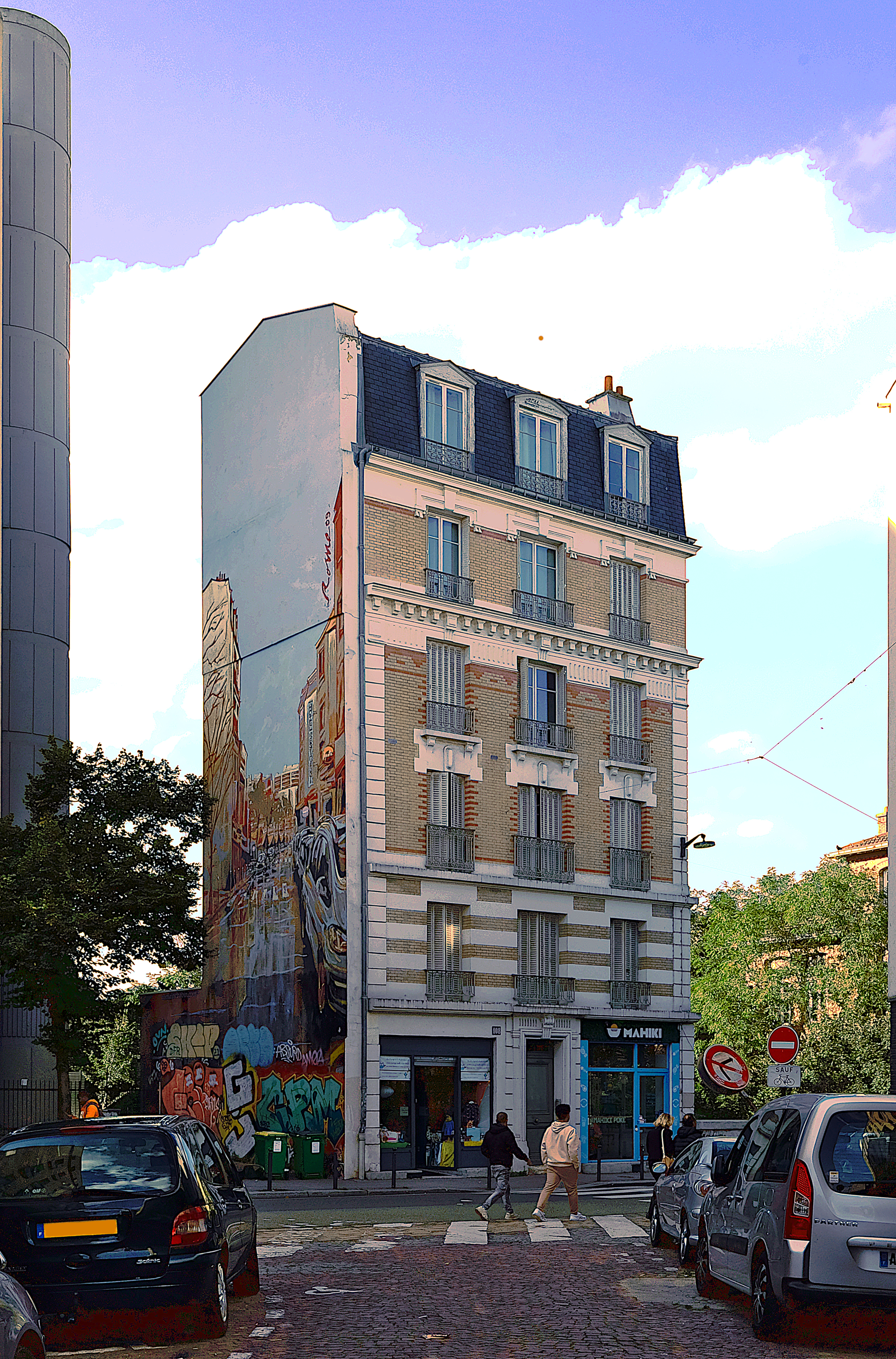
No 108.
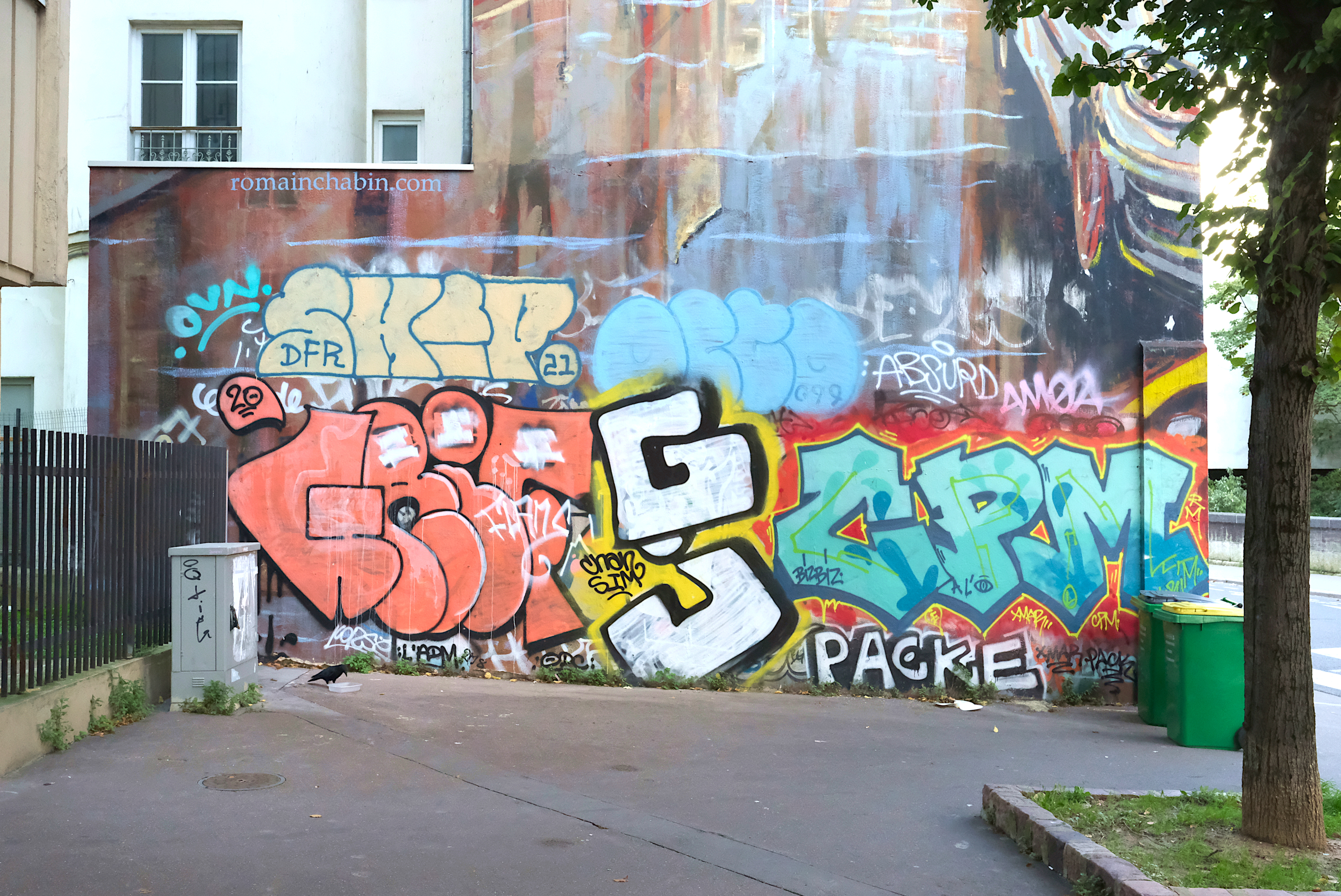
Détail.